# オリエント証券
オリエント証券株式会社（オリエントしょうけん）は、かつて存在した日本の証券会社である。2010年9月30日をもって自主廃業した。自主廃業時澤田ホールディングスの連結子会社だった。

## 沿革
- 2000年 - オリエント貿易株式会社の全額出資により設立。
- 2010年9月30日 - 自主廃業。